# Groupement d'intérêt communautaire
Pour les articles homonymes, voir GIC.
 (avril 2013).
Les groupements d'intérêt communautaire (GIC) ont été mis en place au Sénégal en [Quand ?] dans le contexte de la décentralisation et du développement local. C'est un groupement de communes et de communautés rurales au sein d'un même département.

## Objectifs
Le GIC a pour mission la conception, la programmation et la mise en œuvre des actions de développement économique, éducatif, social et culturel d'intérêt départemental.

## Exemples de GIC
- GIC des collectivités locales du département de Dagana, dans la région de Saint-Louis.